# Politikåret 1853

## Händelser
- 2 mars - Washingtonterritoriet upprättas i USA.[1]
- 4 mars - Franklin Pierce tillträder som USA:s president.[2]
- 21 april - Anders Sandøe Ørsted efterträder Christian Albrecht Bluhme som Danmarks premiärminister.[3]

### Fotnoter
1. ↑  ”Washington” (på engelska). World Statesmen. http://www.worldstatesmen.org/US_states_V-W.html#Washington. Läst 29 juli 2015.
2. ↑  ”United States of America” (på engelska). World Statesmen. http://www.worldstatesmen.org/United_States.html. Läst 29 juli 2015.
3. ↑  ”Denmark” (på engelska). World Statesmen. http://www.worldstatesmen.org/Denmark.html. Läst 29 juli 2015.